# Vahtsarivier
Vahtsarivier (Zweeds – Fins: Vahtsajoki; Samisch: Váhccajohka) is een rivier annex beek, die stroomt in de Zweedse  gemeente Kiruna. De rivier verzorgt de afwatering van het Vahtsameer, dat op 752 meter hoogte ligt. De rivier stroomt naar het noordoosten en loost haar water na 13 kilometer in de Suvirivier.
Afwatering: Vahtsarivier → Suvirivier →  Könkämärivier →  Muonio → Torne → Botnische Golf